# Destiny Udogie
Iyenoma Destiny Udogie, né le 28 novembre 2002 à Vérone en Italie, est un footballeur international italien qui évolue au poste d'arrière gauche à Tottenham Hotspur.

## Biographie
Né à Vérone de parents nigérians, il rejoint les sections de jeunes du Hellas Vérone en 2011, à 9 ans.

### En club
Passé par toutes les catégories de jeunes, Udogie s'illustre notamment dans la catégorie primavera (le plus haut championnat junior italien).
Lors de la saison 2019-20 il fait partie des cadres de l'équipe de la poule 2 du championnat primavera (it) dominée par les Véronais avec 7 victoires sur 7 au 6 novembre 2019, devant des clubs comme l'AC Milan.
Il fait ses débuts avec le club de Vérone le 8 novembre 2020, entrant en jeu lors du match nul 2-2 contre l'AC Milan en Serie A.
Le 18 juillet 2023, lors d'un match amical de pré-saison face à West Ham, Udogie inscrit son premier but avec les Spurs sur un corner d'Ivan Perišić.[réf. nécessaire]

### En équipe nationale
Avec l'équipe d'Italie des moins de 17 ans, il participe au championnat d'Europe des moins de 17 ans en 2019 qui se déroule en Irlande. Titulaire lors de tous les matchs de la compétition, il marque notamment le but de la victoire contre l'équipe de France qui envoie son équipe en finale. Dans le dernier match, face aux Pays-Bas, l'Italie s'incline 4-2.
Dans l'été 2019, il est le seul international des moins de 17 ans qui est convoqué pour l'euro des moins de 19 ans, où il joue tous les matchs.
Il est également sélectionné avec les moins de 17 ans pour la coupe du monde au Brésil, où il marque son deuxième but avec l'Italie contre l'Espagne, tout aussi déterminant que le premier puisqu'il qualifie l'Italie pour les 8e de finale de la compétition avant le dernier match de poule.
Du fait de ses parents, il est aussi qualifiable pour les sélections nigérianes.
Appelé pour la première fois en octobre 2023 avec l'équipe sénior italienne, il reçoit sa première sélection le 14 octobre en entrant en jeu face à Malte dans le cadre des éliminatoires pour l'Euro 2024 (victoire 4-0). 

## Style de jeu
Jouant principalement au poste d'arrière gauche, Udogie a aussi une appétence pour le jeu offensif, lui permettant aussi d'évoluer au poste de milieu de terrain, où il marque notamment ses deux buts déterminants en équipe d'Italie des moins de 17 ans. Il cite parmi ses modèles l'arrière gauche de la Juventus Alex Sandro.

## Statistiques
| Saison                | Club                  | Championnat           | Championnat | Championnat | Championnat | Coupe nationale | Coupe nationale | Coupe nationale | Coupe de la Ligue | Coupe de la Ligue | Coupe de la Ligue | Compétition(s) continentale(s) | Compétition(s) continentale(s) | Compétition(s) continentale(s) | Compétition(s) continentale(s) | Italie | Italie | Italie | Total | Total | Total |
| Saison                | Club                  | Division              | M.          | B.          | P.d.        | M.              | B.              | P.d.            | M.                | B.                | P.d.              | Comp.                          | M.                             | B.                             | P.d.                           | M.     | B.     | P.d.   | M.    | B.    | P.d.  |
| 2020-2021             | Hellas Vérone         | Serie A               | 6           | 0           | 0           | 1               | 0               | 0               | -                 | -                 | -                 | -                              | -                              | -                              | -                              | -      | -      | -      | 7     | 0     | 0     |
| 2021-2022             | Udinese Calcio (prêt) | Serie A               | 35          | 5           | 3           | 2               | 0               | 0               | -                 | -                 | -                 | -                              | -                              | -                              | -                              | -      | -      | -      | 37    | 5     | 3     |
| 2022-2023             | Udinese Calcio (prêt) | Serie A               | 33          | 3           | 4           | 1               | 0               | 0               | -                 | -                 | -                 | -                              | -                              | -                              | -                              | -      | -      | -      | 34    | 3     | 4     |
| Sous-total            | Sous-total            | Sous-total            | 68          | 8           | 7           | 3               | 0               | 0               | -                 | -                 | -                 | -                              | -                              | -                              | -                              | 0      | 0      | 0      | 71    | 8     | 7     |
| 2023-2024             | Tottenham Hotspur FC  | Premier League        | 28          | 2           | 3           | 2               | 0               | 0               | -                 | -                 | -                 | -                              | -                              | -                              | -                              | 3      | 0      | 1      | 33    | 2     | 4     |
| 2024-2025             | Tottenham Hotspur FC  | Premier League        | 25          | 0           | 1           | -               | -               | -               | 2                 | 0                 | 0                 | C3                             | 9                              | 0                              | 0                              | 9      | 0      | 2      | 45    | 0     | 3     |
| Sous-total            | Sous-total            | Sous-total            | 52          | 2           | 4           | 2               | 0               | 0               | 2                 | 0                 | 0                 | -                              | 9                              | 0                              | 0                              | 12     | 0      | 3      | 77    | 2     | 7     |
| Total sur la carrière | Total sur la carrière | Total sur la carrière | 126         | 10          | 11          | 6               | 0               | 0               | 2                 | 0                 | 0                 | -                              | 9                              | 0                              | 0                              | 12     | 0      | 3      | 155   | 10    | 14    |

## Palmarès

### En club
Tottenham Hotspur
- Ligue Europa (1) :
  - Vainqueur en 2025[7]’[8]

### En sélection
Équipe d'Italie des moins de 17 ans
- Championnat d'Europe des moins de 17 ans
  - Finaliste en 2019